# Amfiteáter (obytný komplex)
Amfiteátr je rezidenční komplex v žilinské čtvrti Bôrik navržený architektem Amirem Mannem.
Tvoří jej dvě 8podlažní a jedna 25podlažní budova, která je s výškou 77,8 metru nejvyšší budovou ve městě a jednou z nejvyšších obytných budov na Slovensku. Nejvyšší obytná budova na Slovensku je polyfunkční dům Glória.
Komplex dostal své jméno po bývalém letním kině se stejnojmenným názvem, které se nacházelo na stejném místě. Jeho součástí je 198 bytů od dvoupokojových až po pětipokojové mezonety (obytné plochy od 53 do 224 m²). Celý objekt je střežen, včetně podzemního parkoviště a je vybaven službami pro obyvatele.
Výstavba komplexu vyvolala protesty místních obyvatel, zejména pro jeho mohutnost v porovnání s okolní nízkou, rodinnou zástavbou. Dnes je dominantou Žiliny. Zajímavostí budovy je, že na hranách má osvětlovací diody, které večer svítí a vytvářejí světelný rám budovy.
Stavba byla dokončena v roce 2010.